# Неопит (Висконсин)
Неопит (енгл. Neopit) насељено је место без административног статуса у америчкој савезној држави Висконсин.

## Демографија
По попису из 2010. године број становника је 690, што је 149 (-17,8%) становника мање него 2000. године.
| Група                | 2000.        | 2010.     |
| Индијанци (Меномини) | 810 (96,54%) |           |
| Белци                | 23 (2,7%)    | 14 (2,0%) |
| Афроамериканци       | 0 (0,0%)     | 0 (0,0%)  |
| Азијати              | 0 (0,0%)     | 0 (0,0%)  |
| Хиспаноамериканци    | 6 (0,7%)     | 32 (4,6%) |
| Укупно               | 839          | 690       |